# Marc Maron
Marc Maron (/ˈmærən/ MARR-ən; sinh ngày 27 tháng 9 năm 1963) là nam diễn viên, nghệ sĩ hài, nhà văn người Mỹ.

## Thời thơ ấu
Maron sinh ra ở Jersey City, New Jersey. Cha ông là Barry R. Maron, một bác sĩ phẫu thuật chỉnh hình, mẹ ông là bà Toby Maron.
Maron lớn lên trong một gia đình gốc Do Thái. Gia đình ông từng sống ở Wayne, New Jersey cho tới năm ông lên sáu. Cha của ông từng tham gia làm cứu thương trong lực lượng Không quân Hoa Kỳ, trong hai năm ở bang Alaska, cả gia đình ông thời điểm này cũng chuyển tới sống ở đó.
Năm 1986, Maron tốt nghiệp Cử nhân khoa tiếng Anh của Đại học Boston.

## Danh sách phim

### Điện ảnh
| Năm  | Tên                              | Vai trò   | Vai trò   | Vai trò  | Vai diễn                       | Ghi chú   |
| Năm  | Tên                              | Diễn viên | Biên kịch | Sản xuất | Vai diễn                       | Ghi chú   |
| ---- | -------------------------------- | --------- | --------- | -------- | ------------------------------ | --------- |
| 1993 | Caesar's Salad                   |           |           |          |                                | Soạn kịch |
| 1994 | D2: The Mighty Ducks             | Có        |           |          | Vai: Valet (trong cảnh bị cắt) |           |
| 1997 | Who's the Caboose?               | Có        |           |          | Vai: Nghệ sĩ hài               |           |
| 1999 | Los Enchiladas!                  | Có        |           |          | Vai: Devin                     |           |
| 2000 | Almost Famous                    | Có        |           |          |                                |           |
| 2002 | Stalker Guilt Syndrome           | Có        |           |          | Vai: Marc                      |           |
| 2008 | A Bad Situationist               | Có        |           |          | Vai: Mikel                     |           |
| 2012 | Sleepwalk with Me                | Có        |           |          | Vai: Marc Mulheren             |           |
| 2012 | G. Redford Considers             | Có        |           | Có       | Vai: G. Redford (lồng tiếng)   |           |
| 2012 | All Wifed Out                    | Có        |           |          | Vai: Stan                      |           |
| 2013 | Bob Dylan: Like a Rolling Stone  | Có        |           |          | (Chính mình)                   |           |
| 2013 | Marc Maron: Thinky Pain          |           | Có        | Có       | (Chính mình)                   |           |
| 2015 | Flock of Dudes                   | Có        |           |          | Vai: Richtman                  |           |
| 2015 | Frank and Cindy                  | Có        |           |          | Vai: Gilbert                   |           |
| 2015 | Marc Maron: More Later           |           | Có        | Có       | (Chính mình)                   |           |
| 2016 | Get a Job                        | Có        |           |          | Vai: Hotel Manager             |           |
| 2016 | Mike and Dave Need Wedding Dates | Có        |           |          | Vai: Randy                     |           |
| 2017 | Marc Maron: Too Real             |           | Có        | Có       | (Chính mình)                   |           |
| 2019 | Sword of Trust                   | Có        |           |          | Vai: Mel                       |           |
| 2019 | Joker                            | Có        |           |          | Vai: Gene Ufland               |           |
| 2019 | Wonderland                       | Có        |           |          |                                |           |
| 2022 | Những kẻ xấu xa                  |           |           |          | Anh Rắn                        |           |